# Enrique Guaita
Enrique Guaita známý též pod poitalštěnou verzí svého jména Enrico Guaita (11. června 1910, Lucas González, Argentina – 18. května 1959, Bahía Blanca, Argentina) byl argentinsko-italský fotbalista, který reprezentoval jak rodnou Argentinu, tak Itálii, do které načas přesídlil (a to v době, kdy FIFA snadný přechod do jiného reprezentačního mužstva umožňovala). Hrával na pozici útočníka.
V Italském klubu AS Řím hrál jen dvě sezony, ale v sezoně 1934/35 vstřelil 28 branek a stal se králem střelců. Večer na začátku nové sezóny 1935/36, byl spolu se svými dvěma společníky autorem senzačního a odvážného útěku z Itálie do Argentiny, aby se vyhnul volání do zbraně na etiopskou válku, i když to bylo velmi nepravděpodobné, díky jeho postavení fotbalisty. Jako zrádci byli obviněni z obchodování s měnami, což mu bránilo v návratu do Itálie i po válce. Následně se mělo za to, že hráči byli odpůrci Giallorossi a Vittorio Pozzo tvrdil, že útěk byl způsoben vnitřní hrozbou pro změnu manažerů ve společnosti, ke které patřil.
S italskou reprezentací vyhrál MS 1934. Na tomto šampionátu byl federací FIFA zařazen i do all-stars týmu. Za Argentinu reprezentoval čtyřikrát a jednou v jejím dresu skóroval. a získal zlatou medaili na Copě América 1937.

## Hráčská statistika
| Sezóna            | Klub              | Liga              | Liga   | Liga | Ligové poháry | Ligové poháry | Ligové poháry | Kontinentální poháry | Kontinentální poháry | Kontinentální poháry | Celkem | Celkem |
| Sezóna            | Klub              | Soutěž            | Zápasy | Góly | Soutěž        | Zápasy        | Góly          | Soutěž               | Zápasy               | Góly                 | Zápasy | Góly   |
| ----------------- | ----------------- | ----------------- | ------ | ---- | ------------- | ------------- | ------------- | -------------------- | -------------------- | -------------------- | ------ | ------ |
| 1933/34           | AS Řím            | Serie A           | 31     | 15   | -             | 0             | 0             | -                    | 0                    | 0                    | 31     | 15     |
| 1934/35           | AS Řím            | Serie A           | 29     | 28   | -             | 0             | 0             | -                    | 0                    | 0                    | 29     | 27     |
| Celkově za AS Řím | Celkově za AS Řím | Celkově za AS Řím | 60     | 43   | -             | 2             | 0             | -                    | 4                    | 0                    | 60     | 42     |

## Hráčské úspěchy

### Reprezentační
- 1x na MS (1934 - zlato)
- 1x na CA (1937 - zlato)
- 1x na MP (1933-1935 - zlato)

### Individuální
- 1x nejlepší střelec ligy (1934/35)
- All Stars Team na 1934